# Fell Brook
Der Fell Brook ist ein Wasserlauf in Lancashire, England. Er entsteht aus mehreren unbenannten kurzen Zuflüssen östlich des Easington Fell und südlich von Harrop Fold. Er fließt in nordöstlicher Richtung bis zu seiner Mündung in den Holden Beck.